# Libéria nos Jogos Olímpicos de Verão de 2008
Libéria participou dos Jogos Olímpicos de Verão de 2008 em Pequim, na China. O país estreou nos Jogos em 1956 e em Pequim fez sua 11ª apresentação.

## Desempenho

### Atletismo
| Atleta         | Prova             | Elims. | Elims. | Quartas     | Quartas     | Semifinal   | Semifinal   | Final       | Final       |
| Atleta         | Prova             | Res.   | Pos.   | Res.        | Pos.        | Res.        | Pos.        | Res.        | Pos.        |
| -------------- | ----------------- | ------ | ------ | ----------- | ----------- | ----------- | ----------- | ----------- | ----------- |
| Siraj Williams | 400 m masculino   | 47s89  | 52º    | Não avançou | Não avançou | Não avançou | Não avançou | Não avançou | Não avançou |
| Kia Davis      | 200 m feminino    | 24s31  | 42º    | Não avançou | Não avançou | Não avançou | Não avançou | Não avançou | Não avançou |
| Kia Davis      | 400 m feminino    | 53s99  | 42º    |             |             | Não avançou | Não avançou | Não avançou | Não avançou |
| Jangy Addy     | Decatlo masculino |        |        |             |             |             |             | 7665 pts    | 20º         |